# إيناس عبد الله
إيناس عبد الله (18 نوفمبر 1959 -)، ممثلة وإعلامية مصرية.

## عن حياتها
هي شقيقة الفنانة دينا عبد الله، تلقت تعليمها الأساسي في مدرسة (الفرنسيسكان)، وبعدها حصلت على ليسانس آداب قسم اللغة الفرنسية. خاضت التجربة الفنية وهي ما تزال في سن صغيرة عندما اكتشفها المخرج (أحمد عثمان) وأشركها معه في برنامج (سمسم وحتحت وأبلة إيناس) ولعبت هي دور أبلة إيناس، وعندما بلغت الخامسة قدمها المخرج (أحمد بدر الدين) في برنامج (حدوتة قبل النوم) لتكون أول طفلة تقص حواديت الأطفال بإسلوب الكبار، عقب ذلك شاركت في أشهر مسلسل أطفال يحمل اسم (كراملة) بمشاركة الفنان (محمد رضا)، وفي عام 1963 قدمها المخرج (كمال الشيخ) في فيلم (الشيطان الصغير) وتوالى ظهورها في السينما بأفلام تعد علامات في تاريخ السينما مثل (هو والنساء، 3 لصوص، الزواج على الطريقة الحديثة، شاطئ المرح، الحرام، نصف ساعة جواز، أغلى من حياتي). وبعد فترة من تقديمها للعديد من الأفلام والمسلسلات، ارتدت الحجاب وعملت مذيعة في التلفزيون المصري.

## أعمالها الفنية

### الأفلام
- 1963: الشيطان الصغير
- 1963: أم العروسة
- 1965: أيام ضائعة
- 1965: المماليك
- 1965: المستحيل
- 1965: العقلاء الثلاثة
- 1965: الحرام
- 1965: أغلى من حياتي
- 1966: هو والنساء
- 1966: 3 لصوص
- 1967: شاطئ المرح
- 1968: الزواج على الطريقة الحديثة
- 1969: نص ساعة جواز
- 1969: للمتزوجين فقط
- 1970: الحب والثمن
- 1971: بلا رحمة
- 1975: الضحايا

### المسلسلات
- 1968: يوميات مدرسة
- 1968: اسألوا الأستاذ شحاتة
- 1979: الآنسة
- 1981: الأبرياء
- 1982: مفتش المباحث